# 高木 (さいたま市)
高木（たかぎ）は、埼玉県さいたま市西区の大字。郵便番号は331-0071。本項では、高木の前身である木之下村（きのしたむら）、阿弥陀寺村（あみだじむら）、北野貝戸村（きたのかいとむら）、法願寺村（ほうがんじむら）についても述べる。

## 地理
さいたま市西区北東部の南北に細長い大宮台地上に概ね位置する。北端は浅間川が流れ、北東から南西に長い区域を有していたが、大宮西部特定土地区画整理事業により区域の中央部が西大宮となったことで南北に分裂している。地区の北部は清河寺・西大宮・中釘と上尾市堤崎に隣接し、南部は西大宮・指扇・指扇領別所・平方領々家・中釘に隣接する。町域の西端は指扇駅から北に500 mほどの距離にある。西の境界は中釘川が、東の境界は滝沼川が流れる。
荒川の河川区域内である川越市と西区との市境付近に大小五ヶ所の飛び地が存在する。これはかつて指扇領内の村々が領有していた入会秣場（草地）などの名残である。 地内は全域が市街化調整区域であり、土地利用として全体的には耕作地の多い農業地域である。南部では高木団地や指扇団地などのまとまった住宅地も見られる。飛地は主にゴルフ場や公園として利用されている。

## 歴史
もとは明治初期より存在した高木村であった。さらに古くは江戸期より存在した指扇領の木之下村・阿弥陀寺村・北野貝戸村・法願寺村に当たる地域であり、これらの村々は1875年（明治8年）の合併により消滅した。

### 木之下村
江戸期は武蔵国足立郡指扇領に属する木之下村（きのしたむら）で、古くは高鼻荘に属していたと云われている。木之下村は『武蔵田園簿』では「木ノ下村」とも記される。村高は正保年間の『武蔵田園簿』では351石余（田146石余、畑204石余、野銭永683文）、『元禄郷帳』では301石余、『天保郷帳』では320石余であった。助郷は中山道上尾宿に出役していたが、正徳・安永年間は日光御成街道大門宿にも出役していた。化政期の戸数は33軒で、村の規模は東西7町余、南北30町であった。村域は高木村の最北部に当たり、木之下村の飛地が最西部に分れていた。地名は小城跡があるところに多く見られる「キ」が用いられている。荒川に流作場を領していた。
- 1590年（天正18年）より知行は旗本三宅氏[5]。検地は1694年（元禄7年）に実施。
- 1596年（慶長元年）より幕府領となる。1623年（元和9年）より知行は旗本山内氏[5]。
- 1689年（元禄2年）より再び幕府領、1705年（宝永2年）より知行は旗本戸田氏[5]。流作場の検地を1744年（延享元年）に実施。
- 1828年（文政11年）より上尾宿寄場66か村組合に所属していた[5]。
- 1869年（明治2年）12月2日 - 旗本領が上知され、浦和県の管轄となる（府藩県三治制も参照）。
- 1871年（明治4年）11月13日 - 第1次府県統合により埼玉県の管轄となる。

### 阿弥陀寺村
江戸期は武蔵国足立郡指扇領に属する阿弥陀寺村（あみだじむら）であった。村高は正保年間の『武蔵田園簿』では128石余（田41石余、畑87石余、野銭永48文）、『元禄郷帳』では88石余で以降増減なし。助郷は中山道上尾宿に出役していた。化政期の戸数は16軒で、村の規模は東西1町半、南北1町半であった。村域は高木村の中央部（木之下村の南側、北野貝戸村の東側）に当たる。地名の起源は阿弥陀寺が当地に建立されていたことから。その阿弥陀寺は火災で焼失し、寺記を失っている。阿弥陀寺そのものは現存する。荒川に入会秣場（入会地）を領していた。
- 1590年（天正18年）より知行は旗本三宅氏[8]。
- 1596年（慶長元年）より幕府領となる。1623年（元和9年）は旗本山内氏[8]。
- 1689年（元禄2年）は再び幕府領、1705年（宝永2年）より知行は旗本戸田氏[8]。検地は1694年（元禄7年）、1744年（延享元年）に実施。
- 1828年（文政11年）より上尾宿寄場66か村組合に所属していた[8]。
- 1869年（明治2年）12月2日 - 旗本領が上知され、浦和県の管轄となる。
- 1871年（明治4年）11月13日 - 埼玉県の管轄となる。

### 北野貝戸村
江戸期は武蔵国足立郡指扇領に属する北野貝戸村（きたのかいとむら）で、古くは高鼻荘に属していたと云われている。村高は正保年間の『武蔵田園簿』では84石余（田49石余、畑35石余、野銭永199文）、『元禄郷帳』では75石余、『天保郷帳』では82石余であった。助郷は中山道上尾宿に出役していた。化政期の戸数は15軒で、村の規模は東西4町、南北4町であった。村域は高木村の中央部（木之下村の南側、阿弥陀寺村の西側、法願寺村および木之下村の飛地の北側）に当たる。地名の起源は不明。荒川に下谷原入会地を領していた。
- 1590年（天正18年）より知行は旗本三宅氏[10]。
- 1596年（慶長元年）より幕府領となる。1623年（元和9年）より知行は旗本山内氏[10]。
- 1689年（元禄2年）は再び幕府領、1706年（宝永3年）より知行は旗本山中氏[10]。検地は1694年（元禄7年）、入会地の検地は1744年（延享元年）にそれぞれ実施。
- 1828年（文政11年）より上尾宿寄場66か村組合に所属していた[10]。
- 1869年（明治2年）12月2日 - 旗本領が上知され、浦和県の管轄となる。
- 1871年（明治4年）11月13日 - 埼玉県の管轄となる。

### 法願寺村
江戸期は武蔵国足立郡指扇領に属する法願寺村（ほうがんじむら）であった。法眼寺村とも称された。村高は正保年間の『武蔵田園簿』では27石余（田18石余、畑8石余、野銭永199文）、『元禄郷帳』では22石余、『天保郷帳』では20石余であった。助郷は中山道上尾宿に出役していた。化政期の戸数は4軒で、村の規模は東西2町、南北1町余であった。村域は高木村の南東部（木之下村の飛地の東側、北野貝戸村の南側、福田陣屋跡周辺）に当たる。地名の起源は定かではないが、当地に法願寺が建立されていたと云われていたことに因む。なお今日の日蓮宗法光寺およびその地蔵堂の旧称は法願寺であるが、当村との関係は不明。
- 1590年（天正18年）より知行は旗本三宅氏[12]。
- 1596年（慶長元年）より幕府領となる。1623年（元和9年）より知行は旗本山内氏[12]。
- 1689年（元禄2年）は再び幕府領[12]。検地は1694年（元禄7年）に実施。
- 1828年（文政11年）より上尾宿寄場66か村組合に所属していた[12]。
- 1868年（慶応4年）6月19日 - 幕府領が武蔵知県事・山田政則（忍藩士）の管轄となる。
- 1869年（明治2年） 
  - 1月13日 - 武蔵知県事・宮原忠英の管轄区域に大宮県を設置、同県の管轄となる。県庁は東京府馬喰町に置かれる。
  - 9月29日 - 県庁が浦和に置かれ浦和県に改称。
- 1871年（明治4年）11月13日 - 埼玉県の管轄となる。

### 高木村の成立以降
- 1875年（明治8年）10月22日 - 民費等軽減および地租改正事業のため木之下村・阿弥陀寺村・北野貝戸村・法願時村が合併して足立郡高木村が成立する[15][16][17]。
- 1879年（明治12年）3月17日 - 郡区町村編制法により成立した北足立郡に属す。郡役所は浦和宿に設置。
- 1889年（明治22年）4月1日 - 町村制施行に伴い、指扇村・宝来村・峰岸村・内野本郷村・西新井村・中釘村・清河寺村・高木村・指扇領辻村・指扇領別所村が合併して指扇村が成立。指扇村の大字高木となる[17]。
- 1955年（昭和30年）1月1日 - 指扇村が馬宮村・植水村・片柳村・七里村・春岡村とともに大宮市へ編入合併される。同市の大字となる[14]。また、同日大字高木449-1に「指扇公民館」が開設される[18]。
- 1963年（昭和38年）4月15日 - 地内にさつき幼稚園が開園する[19]。
- 1996年（平成8年）3月29日 - 一部を事業区域に含む大宮西部特定土地区画整理事業の都市計画決定が告示される[20]。
- 1998年（平成10年）11月12日 - 大宮西部特定土地区画整理事業の事業計画決定が告示される[20]。
- 2001年（平成13年）5月1日 - 浦和市・大宮市・与野市が合併し、さいたま市が発足。同市の大字となる。
- 2003年（平成15年）4月1日 - さいたま市が政令指定都市に移行し、同市西区の大字となる。
- 2013年（平成25年）1月 - 地内に大宮アルディージャのクラブハウス「オレンジキューブ」が開館する[21]。
- 2017年（平成29年）11月18日 - 大宮西部特定土地区画整理事業の換地処分が前日に行われた[20] ことに伴い、事業区域とその周辺で町名地番変更が行われ[22]、大字指扇・大字清河寺・大字高木・大字中釘の各一部から西大宮一丁目 - 四丁目が成立[23][24]。これにより、対象区域に立地する「指扇公民館」や「オレンジキューブ」などが大字高木から外れる。

### 高木村に存在していた小字
- 北谷[25]
- 東浦
- 天神
- 志津下
- 氷川
- 道下
- 葭谷（よしや）
- 亀田
- 金子
- 前

## 世帯数と人口
2017年（平成29年）9月1日時点の世帯数と人口は以下の通りである。
| 大字 | 世帯数    | 人口    |
| ---- | --------- | ------- |
| 高木 | 1,546世帯 | 3,627人 |

## 小・中学校の学区
市立小・中学校に通う場合、学区（校区）は以下の通りとなる。
| 番地 | 小学校                   | 中学校                 |
| --- | ------------------------ | ---------------------- |
| 1番地 - 27番地1、31番地2、32 - 36番地1、37番地2 42番地 - 42番地1、43 - 58番地、59番地2、60番地1 61番地 - 123番地1、126番地、262番地、288 - 295番地 349番地 - 71番地1、372番地 - 397番地1、398番地1 402番地2、403番地1、404番地1、405 - 406番地1 407 - 413番地、421 - 430番地 | さいたま市立指扇小学校   | さいたま市立指扇中学校 |
| その他 | さいたま市立指扇北小学校 | さいたま市立指扇中学校 |

## 交通

### 鉄道
- 地区に鉄道は敷設されていない。川越線指扇駅もしくは西大宮駅が近い[27]。

### 道路
- 国道16号（西大宮バイパス）
- 埼玉県道216号
- 扇通り

## 寺社・史跡
西大宮成立前は地内に「法光寺」や「阿弥陀寺」、「福田稲荷神社」なども所在した。
- 観音寺
- 氷川神社
- 淡島神社

## 公園・緑地
西大宮成立前は地内に「福田稲荷ふるさとの森」（福田陣屋跡）なども所在した。
- 指扇団地公園
- 高木天神公園
- 高木天神西公園
- ハイマート大宮公園
- 宝来運動公園（一部） - 飛び地に所在

## 施設
- 高木第二最終処分場
- さいたま市立指扇北小学校（一部）
- ファインモータースクール指扇（一部）
- さつき幼稚園
- 指扇保育園
- ハイマート大宮自治会館
- 天神自治会館
- 高木団地自治会館
- 高木木ノ下自治会館
- 大宮国際カントリークラブ - 飛び地に所在